# Romfaia

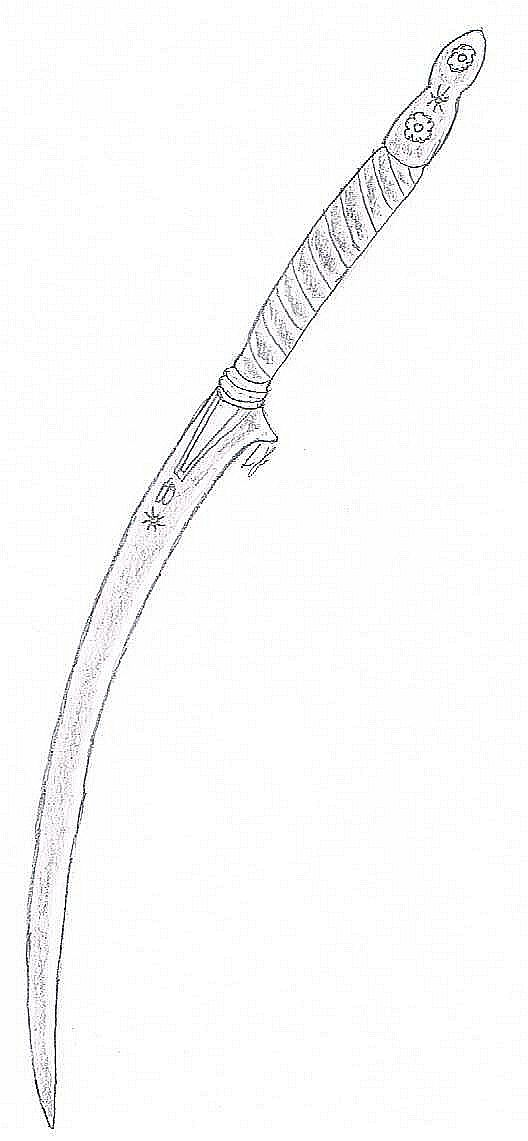
Ipotetica ricostruzione di una romfaia

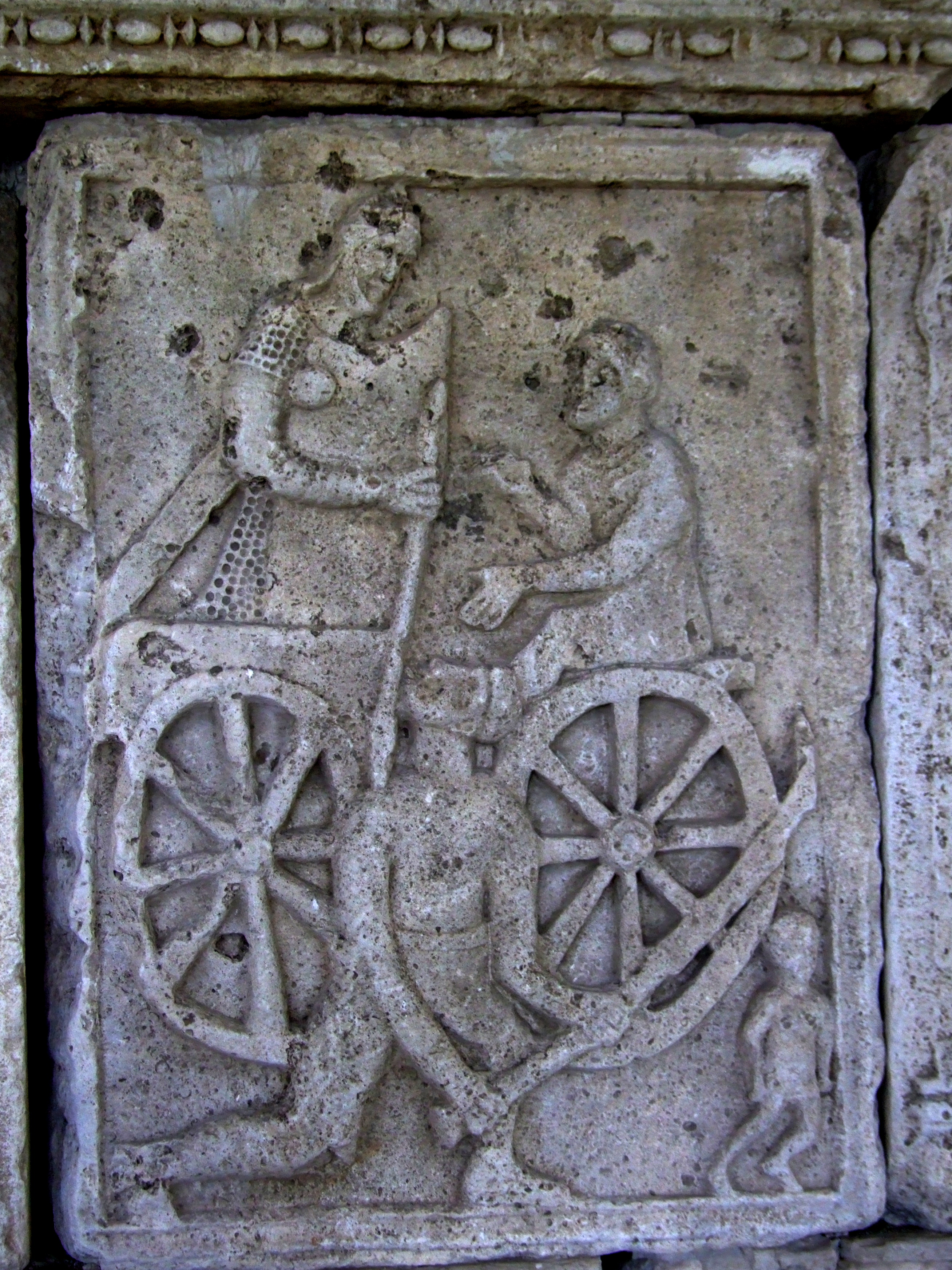
Falci da guerra a due mani nel Tropaeum Traiani (Romania)

La romfaia è un'arma inastata da taglio utilizzata inizialmente dai Bastarni, popolo di stirpe germano-sarmatica stanziatosi dalla fine del III secolo a.C. lungo il Danubio inferiore. È costituita da una lama ricurva affilata sul lato interno e si poteva utilizzare sia con una impugnatura a una mano che con una a due mani. Il danno che procurava era inflitto con un movimento a strappo e poteva mutilare un arto e decapitare l'avversario anche con un solo colpo.
Proprio a causa della potenza devastante di quest'arma, i Romani si videro costretti a modificare leggermente le loro armature quando si scontrarono con i Bastarni durante la conquista della Dacia. Altri popoli che usarono la romfaia, anche se in misura minore, furono i Daci, i Geti e i Traci, popoli stanziati nei Balcani settentrionali e confinanti con i Bastarni.
Rispetto alla falce da guerra in uso presso i Traci ed i Daci, la romfaia ha una curvatura meno pronunciata della lama.

## Riferimenti biblici
Viene citata nella Bibbia come l'arma brandita dal quarto cavaliere,  "Morte", nell'Apocalisse di Giovanni, ed è la spada utilizzata da Re Davide per recidere la testa di Golia.

### Fonti
- Anna Comnena, Alessiade, ed. B. Leib, Parigi, 1937 (libri I-III)-1976 (libro IV).

### Studi
- F.B. Florescu, Das Siegesdenksmal von Adamclisi: Tropaeum Traiani, 1965.
- Pierluigi De Vecchi e Elda Cerchiari, I tempi dell'arte, v. 1, Milano, 1999, ISBN 88-451-7107-8.